# Фелипе Друговиш
Фелипе Друговиш Ронкато  (порт. Felipe Drugovich Roncato; Маринга, 23. мај 2000) јесте бразилски аутомобилиста италијанско-аустријскога порекла који се тренутно такмичи у Формули 2 као члан тима МП моторспорт. Био је шампион Јуроформула опена 2018. године.

## Лични живот
Друговиш је рођен у Маринги, у Парани. Има аустријско и талијанско порекло, као и двојно држављанство: бразилско и талијанско.
Његови ујаци су Сержио Друговиш и Освалдо Друговиш Млађи такође су аутомобилисти.